# Paulin Tokala Kombe
Pour les articles homonymes, voir Kombé.
Paulin Tokala Kombe, né le 26 mars 1977 au Zaïre, est un ancien footballeur international congolais, qui évoluait au poste de gardien de but.

## Biographie

### Carrière en sélection
Avec l'équipe du Zaïre puis de la RDC, il joue entre 1996 et 2004.
Il figure dans le groupe des sélectionnés lors des Coupes d'Afrique des nations de 1998, de 2002 et de 2004. Il se classe troisième de la compétition en 1998.
Il joue également trois matchs comptant pour les tours préliminaires de la coupe du monde 2002.

## Palmarès
| InterClube Luanda - Coupe d'Angola (1) : - Vainqueur : 2003. |  | 1° de Agosto - Championnat d'Angola (1) : - Champion : 2006. - Coupe d'Angola (1) : - Vainqueur : 2006. - Finaliste : 2004. |